# Sonia Larian
Sonia Larian (nume la naștere Ariane Lewenstein; n. 15 mai 1931 – d. 2016, Paris, Franța) a fost o scriitoare originară din România.

## Biografie
Este fiica Antoniei (născută Reissman), funcționară și a lui Mordco Lewenstein, profesor .

## Studii
A urmat studiile elementare și liceul (absolvit în 1949) în București. A absolvit Facultatea de Filologie, Universitatea din București, fără să-și dea examenul de stat.

## Activitatea profesională
În timpul liceului a fost redactor la Revista elevilor (1947-1950), apoi redactor la Viața românească (1950-1958), Contemporanul și România literară.
A debutat în presă în 1947 și în volum în 1952, cu povestiri pentru copii. „Își impune însă un profil artistic prin „romanul” Biblioteca fantastică (1976), inventar, epic și eseistic al lumii animaliere din mituri, basme și fabule. În literatura românească despre moarte, romanul Bietele corpuri (1986) constituie o carte de prim rang. Textele sale au fost traduse în revistele pentru copii din Austria, Bulgaria, Cehoslovacia și URSS.”

## Expatrierea
Împreună cu soțul său, criticul literar Lucian Raicu, Sonia Larian s-a stabilit la Paris în 1988, după ce plecaseră ințial în Germania, unde aveau o invitație la Universitatea din Heidelberg.
Din acest motiv, romanul Bietele corpuri, apărut în 1986, a fost retras de pe piață de autoritățile comuniste la puțin timp de la apariție, fiind reeditat în 2004.

## Opera literară
- Cei dintr-a V-a (în colaborare cu Victor Vântu), București, 1952;
- Ghiduș Arcăduș, București, 1953;
- Prietenul meu Vasile Clăbuc, București, 1956;
- Cutia de sticlă, Editura: Tineretului, București, 1957;
- Șmecherul în paradis, cu ilustrații de Val Munteanu, București, 1957;
- Băiețașul din stele, cu ilustrații de Tia Peltz, București, 1958;
- Călătorii extraordinare la grădiniță și la școală, București, 1961;
- Continentul colorat sau Prima călătorie a lui Aurel Pistru, București, 1964;
- Biblioteca fantastică, București, 1976;
- Bietele corpuri, București, 1986.